# Jacques Forestier
Pour les articles homonymes, voir Forestier (homonymie).
Jacques Forestier, né le 27 juillet 1890 à Aix-les-Bains et mort le 17 mars 1978 à Paris, est l'un des premiers rhumatologue et un interniste français, ainsi qu'un joueur international français de rugby à XV.

## Biographie

### Jeunesse et éducation
Jacques Forestier, né le 27 juillet 1890 dans une famille médicale, est l'aîné de cinq enfants. Son père, Henri Forestier, est médecin dans la station thermale Aix-les-Bains. Jacques Forestier effectue ses études médicales à Paris. Après avoir été interne des Hôpitaux de Paris (promotion 1919) Forestier obtient un poste à l'Hôpital Cochin, et s'oriente vers la rhumatologie.
Il se distingue pour son courage lors de la Première Guerre mondiale en tant que médecin-major et reçoit la Croix de guerre 1914-1918.

### Carrière
Guidé par le professeur Jean-Athanase Sicard (1872–1929), Jacques Forestier acquiert une réputation internationale en mettant au point et en décrivant les premières opacifications radiologiques par le Lipiodol,. Ensuite, il participe, avec son père Henri à la fondation en 1928 de la Ligue internationale contre le rhumatisme et la Société française de rhumatologie (qui s'appelle à l'époque la Ligue française contre le rhumatisme). Considéré comme l'un des pionniers de la rhumatologie, Forestier fonde la première consultation de rhumatologie de l'Hôpital Cochin avec Florent Coste et Jean Lacapère. Il est reconnu pour avoir introduit la chrysothérapie pour traiter la polyarthrite rhumatoïde. Il a aussi décrit deux maladies que sont la pseudopolyarthrite rhizomélique ou polymyalgia rheumatica des anglo-saxons et le canal lombaire étroit. 
La maladie de Forestier porte son nom,. Il l'a décrite pendant la rédaction d'un livre sur la spondylarthrite ankylosante dont il est l'un des spécialistes à l'époque. Grâce aux amitiés qu'il  noue lors de son voyage aux États-Unis lors de la présentation du Lipiodol, il est l'un des premiers médecins français à introduire la cortisone dans le traitement des rhumatismes chroniques.

### Jeux olympiques
En rugby à XV où il évolue au poste de pilier droit, il est médaillé d'argent aux Jeux olympiques de 1920. En outre il dispute une rencontre du Tournoi des cinq nations 1912. En club, il est finaliste du Championnat de France de rugby à XV 1912-1913 avec le SCUF.
Un stade omnisports situé dans Aix-les-Bains, porte son nom : le stade Jacques-Forestier.

### Vie personnelle
En 1922, il épouse Adrienne Chapuis. Ils ont sept enfants. Il meurt le 17 mars 1978 à Paris.

## Distinctions
- Croix de guerre 1914-1918 et citation à l'ordre du mérite[9]
- Commandeur de la légion d'Honneur[9]
- Docteur honoris causa de l'Université de Genève[9]